# Wiktar Sasunouski
Wiktar Michajławicz Sasunouski (biał. Віктар Міхайлавіч Сасуноўскі ;ur. 29 czerwca 1989) – białoruski zapaśnik walczący w stylu klasycznym. Wicemistrz świata w 2015, a trzeci w 2018. Wicemistrz Europy w 2018. Brązowy medalista igrzysk europejskich w 2015. Trzynasty w Pucharze Świata w 2012. Trzeci na Akademickich mistrzostwach świata w 2016 roku.